# Campeonato Mundial de Patinação Artística no Gelo de 1929
O Campeonato Mundial de Patinação Artística no Gelo de 1929 foi a vigésima sétima edição do Campeonato Mundial de Patinação Artística no Gelo, um evento anual de patinação artística no gelo organizado pela União Internacional de Patinação (em inglês:  International Skating Union) onde os patinadores artísticos competem pelo título de campeão mundial. Nesta edição as competições individual masculina foi disputada entre os dias 4 de março e 5 de março na cidade de Londres, Reino Unido; e as competições individual feminina e de duplas foram disputadas entre os dias 2 de fevereiro e 3 de fevereiro na cidade de Budapeste, Hungria.

## Eventos
- Individual masculino
- Individual feminino
- Duplas

## Medalhistas
| Evento                        | Ouro                                 | Prata                                    | Bronze                                   |
| Individual masculino detalhes | Gillis Grafström · Suécia            | Karl Schäfer · Áustria                   | Ludwig Wrede · Áustria                   |
| Individual feminino detalhes  | Sonja Henie · Noruega                | Fritzi Burger · Áustria                  | Melitta Brunner · Áustria                |
| Duplas detalhes               | Lilly Scholz · Otto Kaiser · Áustria | Melitta Brunner · Ludwig Wrede · Áustria | Olga Orgonista · Sándor Szalay · Hungria |

## Resultados

### Individual masculino
| Pos.              | Nome             | Nacionalidade | Pontos |
| ----------------- | ---------------- | ------------- | ------ |
| Medalha de ouro   | Gillis Grafström | Suécia        | 6      |
| Medalha de prata  | Karl Schäfer     | Áustria       | 9      |
| Medalha de bronze | Ludwig Wrede     | Áustria       | 18     |
| 4                 | John F. Page     | Reino Unido   | 24     |
| 5                 | Hugo Distler     | Áustria       | 25     |
| 6                 | Markus Nikkanen  | Finlândia     | 26     |
| 7                 | Ian Bowhill      | Reino Unido   | 32     |

### Individual feminino
| Pos.              | Nome                   | Nacionalidade | Pontos |
| ----------------- | ---------------------- | ------------- | ------ |
| Medalha de ouro   | Sonja Henie            | Noruega       | 5      |
| Medalha de prata  | Fritzi Burger          | Áustria       | 12     |
| Medalha de bronze | Melitta Brunner        | Áustria       | 13     |
| 4                 | Ilse Hornung           | Áustria       | 20     |
| 5                 | Grete Kubitschek       | Áustria       | 26     |
| 6                 | Yvonne de Ligne-Geurts | Bélgica       | 29     |

### Duplas
| Pos.              | Nome                                   | Nacionalidade   | Pontos |
| ----------------- | -------------------------------------- | --------------- | ------ |
| Medalha de ouro   | Lilly Scholz / Otto Kaiser             | Áustria         | 6      |
| Medalha de prata  | Melitta Brunner / Ludwig Wrede         | Áustria         | 13     |
| Medalha de bronze | Olga Orgonista / Sándor Szalay         | Hungria         | 18     |
| 4                 | Gisela Hochhaltinger / Otto Preißecker | Áustria         | 21.5   |
| 5                 | Emília Rotter / László Szollás         | Hungria         | 21.5   |
| 6                 | Else Hoppe / Oscar Hoppe               | Tchecoslováquia | 25     |
| 7                 | Maria Schwendtbauer / Gustav Aichinger | Alemanha        | 35     |

## Quadro de medalhas
| Ordem | País    | Medalha de ouro | Medalha de prata | Medalha de bronze |   | Ordem por total |
| ----- | ------- | --------------- | ---------------- | ----------------- | - | --------------- |
| 1     | Áustria | 1               | 3                | 2                 | 6 | 1               |
| 2     | Noruega | 1               |                  |                   | 1 | 2               |
| 2     | Suécia  | 1               |                  |                   | 1 | 2               |
| 4     | Hungria |                 |                  | 1                 | 1 | 2               |
| TOTAL | TOTAL   | 3               | 3                | 3                 | 9 | —               |